# 水のいのち
『水のいのち』（みずのいのち）は、日本の作曲家髙田三郎が作曲した混声合唱組曲（1964年）。ピアノ伴奏を伴う。詩は高野喜久雄による。

## 概説
1964年（昭和39年）度文化庁芸術祭参加作品として、TBSの委嘱により作曲され同年度の芸術祭奨励賞を受賞した。1964年11月10日、日本合唱協会の演奏（指揮：山田和男、ピアノ：川村深雪）により初演された。高田と高野のコンビによる合唱曲は、『わたしの願い』（1961年）に続くものである。
日本の合唱曲の中では特に人気が高い作品である。混声合唱版の楽譜だけでも100刷を超えており、今もなお、合唱楽譜売り上げの上位に位置している。後に、女声合唱や男声合唱にも編曲されているが、混声・女声・男声3バージョンが揃うことは、NHK全国学校音楽コンクールの高等学校の部課題曲を除くと、当時としては異例であった。音楽評論家の宇野功芳は、『クラシックの名曲・名盤』（旧版、講談社現代新書、1989年）の中で、この現象を「前代未聞」と書いている。宇野はこの本の締めくくりに「水のいのち」を選び、CDには、自分の指揮した女声合唱版を推薦した。
なお女声合唱版は1966年11月19日にCoro Orquideaの演奏（指揮：石井忠吉、ピアノ：相浦清子）により、男声合唱版は1972年4月10日にクローバー・クラブの演奏（指揮：河原林昭良、ピアノ：横山恵津子）により初演された。
作曲家の死後、イタリア語バージョン「L'Anima dell'acqua」、トーマス・マイヤー＝フィービッヒによる管弦楽伴奏版、今井邦男による弦楽伴奏版なども生まれている。

## 曲の構成
以下の5つの曲から構成されている。
1. 雨
変イ長調。Lento tranquillo。
終始静かだが、全てのものにしとしとと落ちる雨を静けさの中で表出する音楽であり、全体の序曲の雰囲気を持っている。いかなる状況の者にもやさしく慈愛の雨が降り注ぐ様子を描いている。
2. 水たまり
ト長調。Moderato。
ややリズミックな音楽で、全体の中でスケルツォ的な役割を果たしている。降り注いだ雨が命を持ち、少しずつ動き出す前触れのような美しさを持つが、水たまりの泥に人間社会の醜さを写し、また水たまりの水面が美しい空を写すことで、人の焦がれる気持ちを表現している。
3. 川
変ロ短調。Risoluto。
拍子が頻繁に変化するRisolutoと、8分の12拍子に固定されるAndante mossoから構成され、前者では語り手からの疑問、呼びかけ（あるいは命令）が呈示される（なお作曲者は「演奏上の注意」において、最初の疑問を「怒りをふくんだffである」としている）。逆巻く川の激流が、人間たちの生きる悲しみや憧れといったものを代弁的に歌い上げるメロディと詩は美しく、強く印象に残る。中学・高校の合唱部や合唱発表ではこの曲のみを単独で取り上げて演奏することも多い。
4. 海
ニ長調。Adagietto。
たゆたう大きな海の描写であり、激しく動く部分はなく、全てを湛えて受け入れていく海の静かなさまを表出する。なお、作曲者は「演奏上の注意」などで、終盤で繰り返される海からのメッセージについて、大自然が人類へ詰問するように歌って欲しいという要望を記している。
5. 海よ
ニ短調で始まる。Andante。
海に戻った水のいのちが再び空に昇り、雨となり川となり、また輪廻を繰り返す生の悲しみや喜びを表出する。全曲の中でこの曲のみ長大な曲となっており（速度にもよるが、演奏に7分程度を要する）、曲も起伏に富んだスケールの大きい構成になっている。「水のいのち」が再び空に昇り、再び新たな水のいのちとして生まれていく姿をニ長調で称えて終わる。

「海」は詩集『独楽』所収。「水たまり」「川」はそれぞれ、詩集『存在』の同名詩から、詩人により改作されたものである。